# Reinette Klever
Reinette Joanne Klever (Weesp, 21 juli 1967) is een Nederlands politicus, bedrijfseconoom en voormalig omroepbestuurder. Van 2 juli 2024 tot en met 3 juni 2025 was zij namens de Partij voor de Vrijheid (PVV) minister voor Buitenlandse Handel en Ontwikkelingshulp in het kabinet-Schoof.

## Levensloop
Klever is geboren in Weesp en groeide op in Capelle aan den IJssel. Ze is opgeleid als bedrijfseconoom.
In de jaren negentig bekleedde ze verschillende managementfuncties in de logistieke dienstverlening bij (een dochteronderneming van) de Koninklijke Nedlloyd-groep in Rotterdam, Venlo en in de Chileense hoofdstad Santiago. Ze was als vermogensbeheerder in dienst van Asap Investment Holding bv, een van de bedrijven van haar echtgenoot. Volgens onderzoek door journalisten bleek dat ze door het bedrijf niet als werknemer was aangemeld en het bedrijf niet over de voor professioneel vermogensbeheer vereiste vergunning van de AFM beschikte. Volgens Klever gold voor haar geen wettelijke vergunningplicht, volgens de directeur van toezichthouder DSI geldt een uitzondering echter alleen voor burgers die hun eigen privévermogen beheren. Vanaf 2017 was Klever bij hetzelfde bedrijf projectmanager en adviseur.
Klever is medeoprichter van de publieke omroepvereniging Ongehoord Nederland (ON!). Op 1 januari 2022 werd zij er bestuurslid, belast met de zakelijke leiding en financiën. Bij deze omroep trad ze eerder ook op als verslaggever en is ze vaste commentator in het tv-programma Ongehoord Nieuws. Klever legde haar bestuursfunctie neer toen zij minister werd.

### Politiek
Van 7 juni 2011 tot 20 september 2012 was Klever als tweede PVV-kandidaat gekozen als volksvertegenwoordiger in de Eerste Kamer. Ze was er vice-fractievoorzitter. Tevens was ze ondervoorzitter van de vaste Eerste Kamercommissie voor Sociale Zaken en Werkgelegenheid. Van januari 2012 tot januari 2013 was ze bij de Raad van Europa lid van drie (sub)commissies.
Op de PVV-lijst voor de Tweede Kamerverkiezingen 2012 stond ze op de twaalfde plek, wat genoeg was om in de Kamer plaats te kunnen nemen, omdat de PVV vijftien zetels behaalde. Tussen 20 september 2012 en 23 maart 2017 was ze lid van de Tweede Kamer, waar ze woordvoerder Economische Zaken en curatieve zorg was. In tegenstelling tot de meeste PVV-collega's lukte het haar drie keer een amendement door de Kamer aangenomen te krijgen, twee daarvan regelden een betere informatievoorziening aan patiënten. Ze diende in 2013 een motie van wantrouwen in tegen minister Schippers vanwege de aanpak van zorgfraude. De motie kreeg alleen steun van de PVV en SP en werd verworpen. Als woordvoerder energie kruiste zij vaak de degens met minister Henk Kamp, onder meer over de gaswinning in Groningen.
In 2016 pleitte Klever in een Kamerdebat voor het afschaffen van het eigen risico in de zorg. Ze wilde dat financieren door het volledig afschaffen van ontwikkelingshulp.
Klever kandideerde zich niet voor de Tweede Kamerverkiezingen van 2017, ze stelde dat het na zes jaar landelijke politiek mooi was geweest en de combinatie werk-privé moeilijk vol te houden was. Ze ging weer werken voor het bedrijf van haar echtgenoot, mede omdat ze naar haar zeggen door headhunters niet werd uitgenodigd voor passende betrekkingen: "dat er PVV op mijn cv staat, is toch een extra barrière".

#### Ministerschap
In juni 2024 werd Klever door de PVV voorgedragen als minister voor Buitenlandse Handel en Ontwikkelingshulp binnen het nieuwe kabinet-Schoof. Tijdens de hoorzitting in de Tweede Kamer in verband hiermee, noemde ze gebruik van het begrip 'omvolking' door Belgisch politicus Filip Dewinter (Vlaams Belang) in een door haar gepresenteerde uitzending van de omroep ON "een feitelijke omschrijving van een demografische ontwikkeling. En ja, je kan het noemen hoe je het wil, maar ik zou het niet een complottheorie willen noemen."  Ook werd ze bevraagd over het dragen van de prinsenvlag als speldje op haar kleding in de Tweede Kamer, de vlag die door de NSB gebruikt werd en later vooral bij andere extreemrechtse groeperingen populair werd. Klever antwoordde dat deze vlag een "speciale betekenis" voor haar heeft. Haar familie kwam volgens haar in de Tachtigjarige Oorlog “vanuit Duitsland met Willem van Oranje mee om Nederland te helpen bevrijden van de Spaanse bezetting.” Na de hoorzitting deelde Klever via sociale media een bericht dat sprak over het "bizarre vuilspuiten van lieden die zich journalisten noemen" bij de "kartelmedia". Op 2 juli 2024 werd Klever benoemd als minister.
Op 3 juni 2025 trad Klever af als minister, als gevolg van een coalitiecrisis omtrent asielmaatregelen en de daarop volgende val van het kabinet.

## Persoonlijk
Klever woont in Ermelo. Ze is de dochter van de filosoof Wim Klever.